# Wahltaste

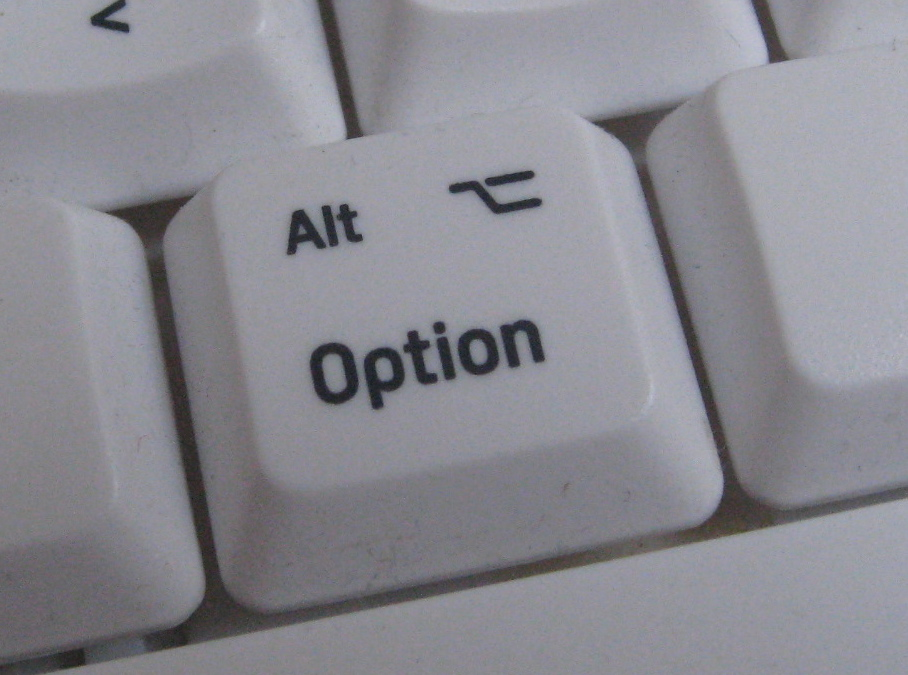
Wahltaste mit jeder möglichen Beschriftung (Tastatur eines Dritt-Herstellers)

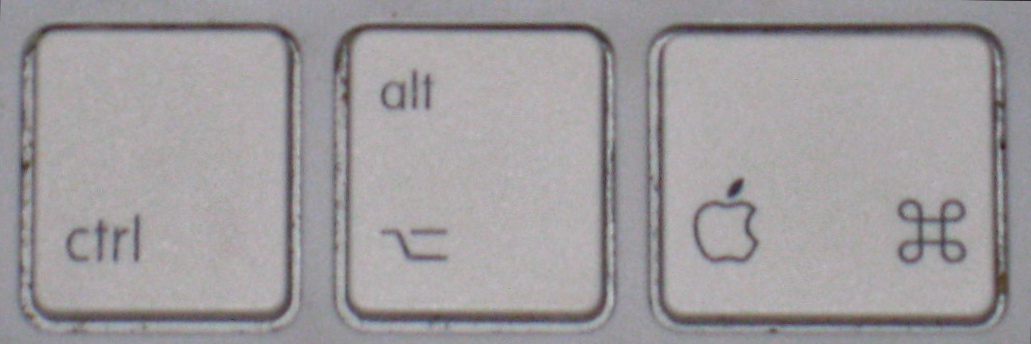
Wahltaste beschriftet mit alt und ⌥ (bis ca. 2016) mittig zwischen Steuerungs- (ctrl) und Befehlstaste (⌘ und); MacBook-Tastatur 2008

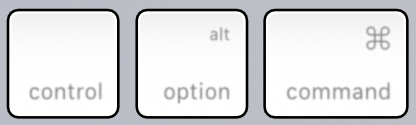
Wahltaste beschriftet mit alt und option (ab 2015) mittig zwischen Steuerungs- (control) und Befehlstaste (command); Apple Magic Keyboard 3. Generation

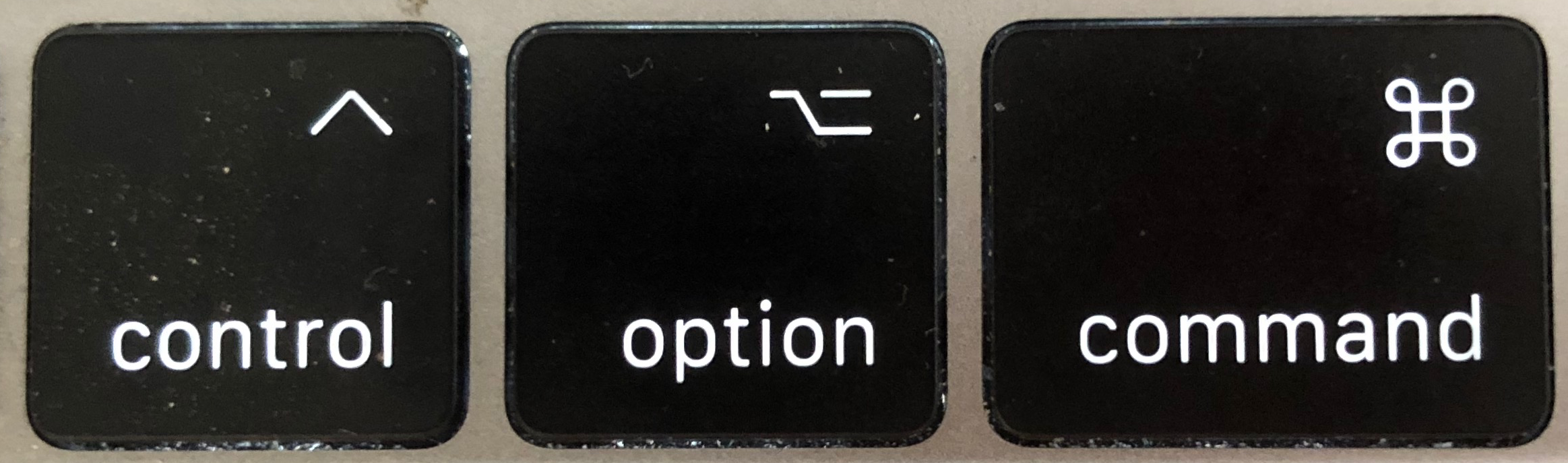
Wahltaste beschriftet mit ⌥ und option (ab 2018) mittig zwischen Steuerungs- (^ und control) und Befehlstaste (⌘ und command); MacBook-Tastatur 2018

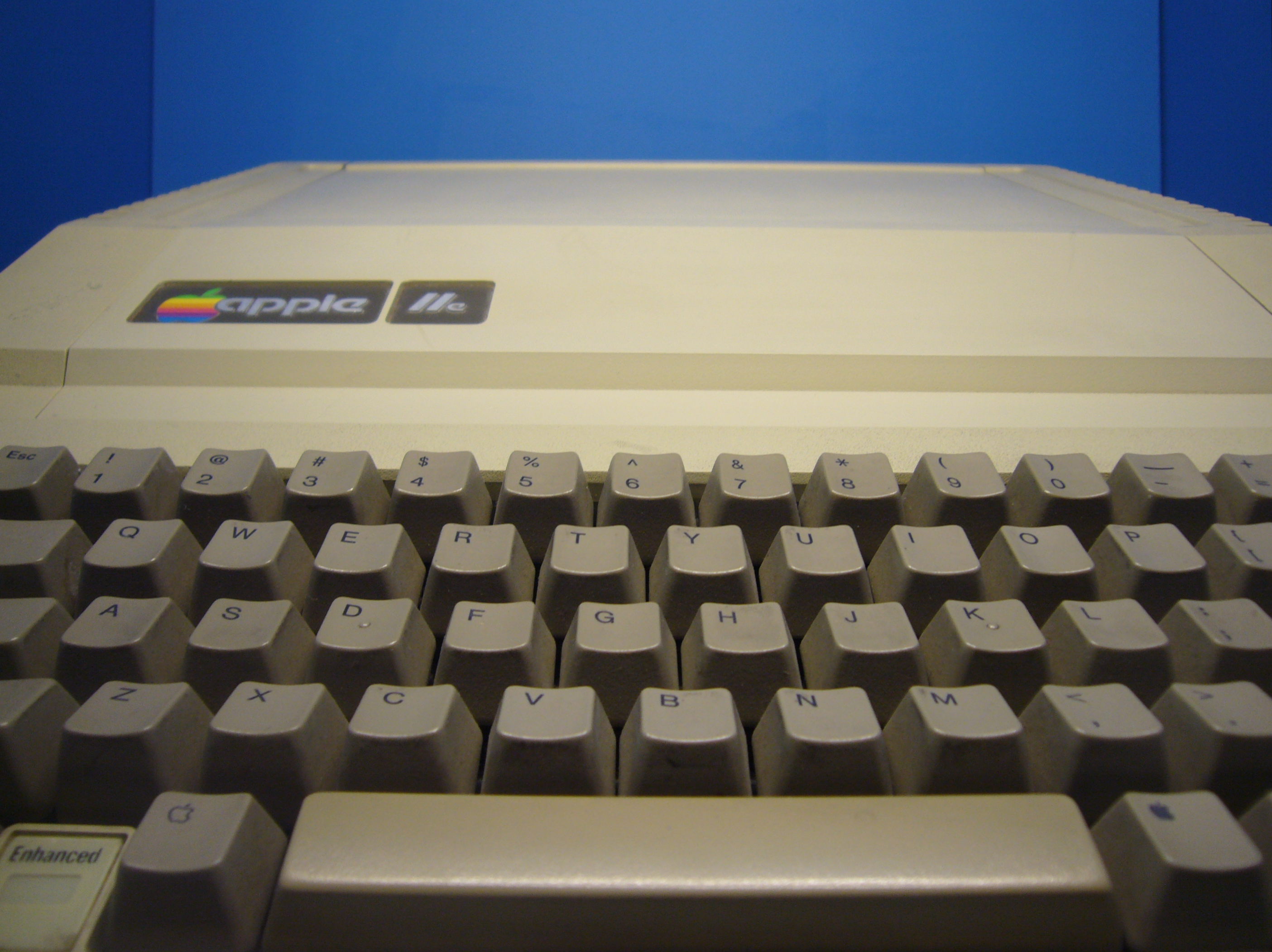
Ab dem Apple IIgs wurde die geschlossene Apfeltaste, die rechtsseitig angebracht war (hier auf der Tastatur eines Apple IIe), durch die linksseitig angebrachte Wahltaste ersetzt

Die Wahltaste (englisch option key) ist unter dem Betriebssystem macOS eine sogenannte Sondertaste auf Mac-Tastaturen. Sie wurde mit dem originalen Macintosh 1984 eingeführt und ersetzte beim Apple IIgs von 1986, der auch die ADB-Tastatur einführte, die geschlossene Apfeltaste . Unter anderen Betriebssystemen wird die Wahltaste als Alt-Taste interpretiert und verwendet und ist somit wie diese hauptsächlich eine Hilfstaste für Tastenkombinationen. Ebenso wird die Alt-Taste üblicher PC-Tastaturen unter Mac OS als Wahltaste interpretiert und verwendet, da deren Scancodes identisch sind.

## Wahltaste auf Tastaturen
Das Apple-Tastaturschema sieht zwei Wahltasten vor, die beide auf der untersten Tastenreihe und jeweils auf der äußeren Seite neben der Befehlstaste (links von der linken, rechts von der rechten) liegen. Beide Wahltasten verwenden unterschiedliche Scancodes, haben aber in der Regel die gleiche Funktion. Vereinfachte Tastaturen (für Notebooks) verzichten auf die zweite, rechte Taste.
Beschriftet wird die Wahltaste als solche nur auf sogenannten Apple-Tastaturen (Tastaturen von Apple oder Dritt-Herstellern explizit für die Verwendung mit dem Mac-Betriebssystem). Dann ist sie beschriftet mit „option“ oder „opt“, ggf. mit dem Symbol „⌥“ (für einen Mikroschalter) und manchmal zusätzlich mit „alt“. Apple selbst verwendet die durchgehende Kleinschreibung, Dritt-Hersteller verwenden in der Regel einen Großbuchstaben als ersten Buchstaben. In den Jahren 1980 bis 1984 wurde die Wahltaste mit einem ausgefüllten Apfel beschriftet, der sie von der Befehlstaste unterscheiden sollte, dessen Symbol traditionell der nicht gefüllte Apfel ist.

## Verwendung
Unter macOS wird in Menüs etc. das Zeichen „⌥“ verwendet, um anzuzeigen, dass die Wahltaste als Teil einer Tastenkombination gedrückt werden soll. Nachfolgend wird dafür ⌥ verwendet. Das Symbol ist in Unicode als U+2325 standardisiert. Aufgrund ihrer Beschriftung mit dem Mikroschalter-Symbol wird sie scherzhaft auch als Badewannen-Taste bezeichnet.

### Zeicheneingabe
Beim Drücken der Wahltaste wird in die dritte Ebene der Tastaturbelegung umgeschaltet (vergleichbar mit der Alt-Gr-Taste) über die Sonderzeichen und Buchstaben mit diakritischen Zeichen eingegeben werden können. So wird beispielsweise unter macOS auf einer deutschsprachigen Tastatur mit der Tastenkombination ⌥+L das @-Zeichen und mit ⌥+C ein ç eingegeben. Wenn zusätzlich die Umschalttaste gedrückt wird, wird in die vierte Ebene der Tastaturbelegung umgeschaltet (⌥+⇧ +C: Ç).

### Kompatibilität
Wird eine Windows-Tastatur an einem Mac unter macOS verwendet, bleibt die Mac-typische Tastaturbelegung grundsätzlich bestehen, sodass ebenfalls Alt+L das @-Zeichen erzeugt, obwohl sich die Beschriftung für das @-Zeichen auf einer PC-Tastatur auf der Q-Taste befindet und auf PC-Betriebssystemen, z. B. unter Windows, auch durch die Tastenkombination Alt Gr+Q erzeugt wird. Umgekehrt muss, wenn eine Mac-Tastatur, auf der das @-Zeichen auf der Taste L beschriftet ist, an einem PC angeschlossen wird, ⌥+Q für das @-Zeichen verwendet werden.

### Menüs und Funktionsfelder
Die Wahltaste kann in verschiedenen Programmen die Funktionen und Befehle von Steuerelementen und Menüs verändern. Beispiele dafür sind:
- Finder: Bei gedrückter Wahltaste bewirkt ein Klick auf den „Fenster schließen“-Knopf (-Button) das Schließen aller Programmfenster
- Dock: Klickt man bei gedrückter Wahltaste mit der rechten Maustaste auf ein Docksymbol, erscheinen im Kontextmenü statt Ausblenden und Beenden die Optionen Andere ausblenden und Sofort beenden
- iTunes: Statt einer „normalen“ Wiedergabeliste kann man bei gedrückter Wahltaste eine intelligente Wiedergabeliste erstellen

### Mausaktionen
- Klickt man bei gedrückter Wahltaste in ein gerade nicht aktives Programmfenster, wechselt die Ansicht auf das gewählte Programm, und das aktuelle Programm wird ausgeblendet.
- Führt man Drag and Drop mit gedrückter Wahltaste aus, so wird nicht verschoben, sondern eine Kopie der Datei am Ziel erstellt.

### Navigation
In Textfeldern lässt sich die Wahltaste zur schnellen Navigation mit der Eingabemarke nutzen:
- ⌥+←/→: Die Eingabemarke springt zum Anfang/Ende (nächsten/vorigen) des Wortes.
- ⌥+↑/↓: Die Eingabemarke springt zum Anfang/Ende (nächsten/vorigen) des Absatzes.

Eine gedrückte Wahltaste wirkt sich auch auf das Verhalten bei Klick auf Bereiche der Scrollbar aus.

### Systemstart
Wird beim Einschalten eines Mac-Computers die Wahltaste gedrückt gehalten, erscheint ein Boot-Menü.

## Symbol
Das Symbol ⌥ für die Wahltaste ist in Unicode auf der Position U+2325 kodiert.
| Standard  | Standard    | Wahltaste (⌥) |
| --------- | ----------- | ------------- |
| Unicode   | Codepoint   | U+2325        |
| Unicode   | Name        | OPTION KEY    |
| UTF-8     | UTF-8       | E2 8C A5      |
| XML/XHTML | dezimal     | &#8997;       |
| XML/XHTML | hexadezimal | &#x2325;      |